# Heilige Hallen (Bad Freienwalde)

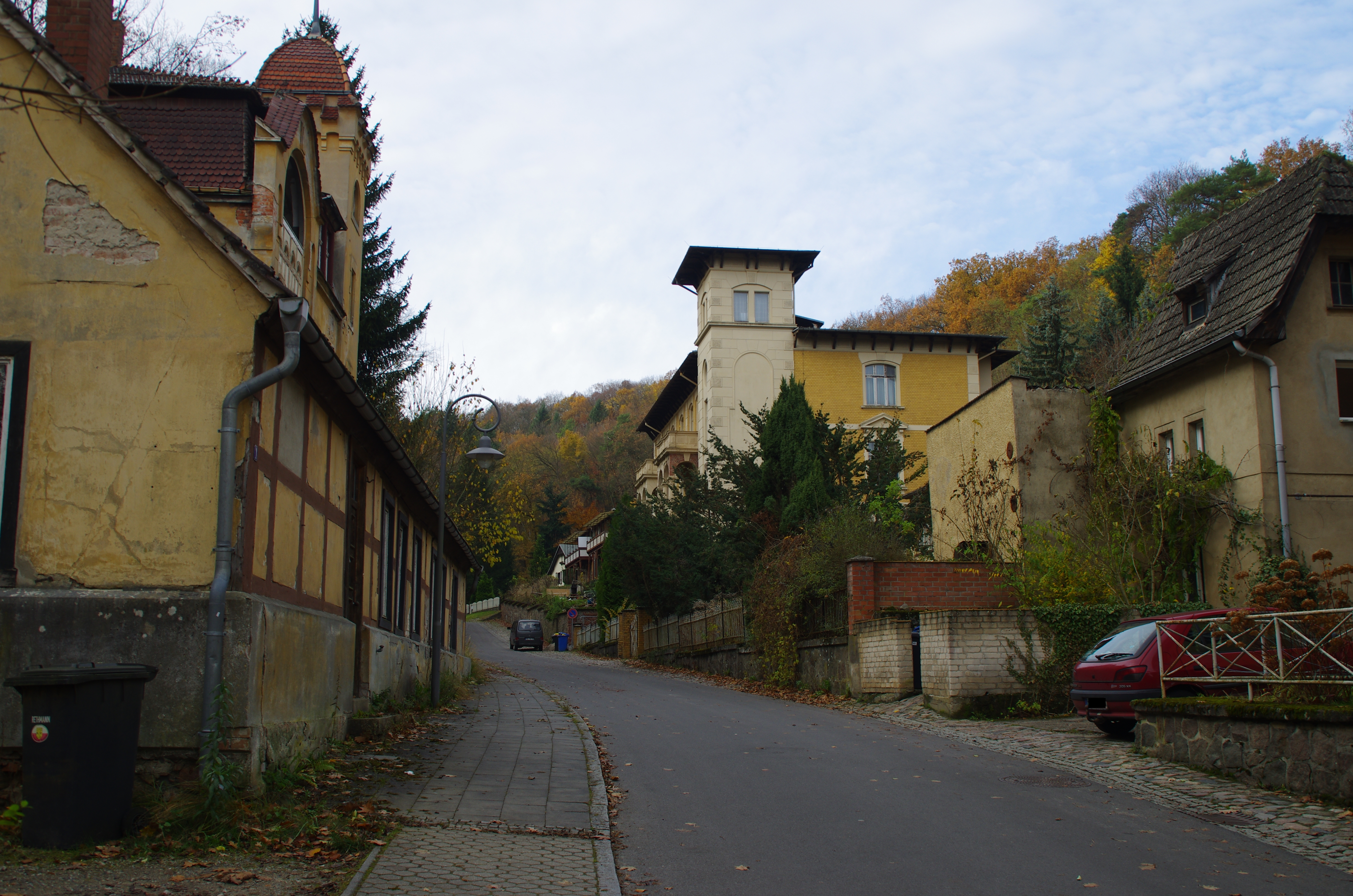
Die Straße Heilige Hallen

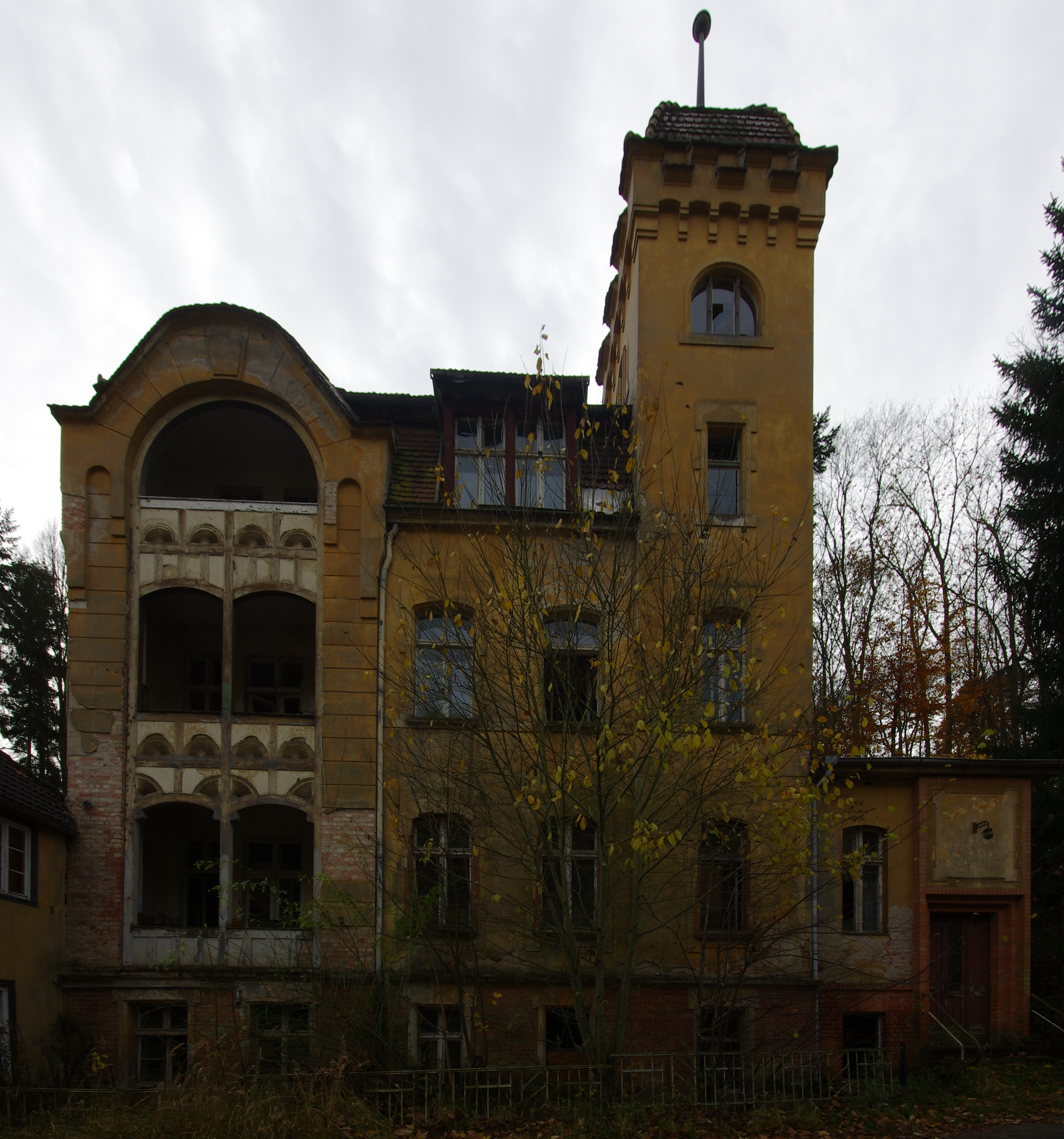
Das Haus Heilige Hallen 3

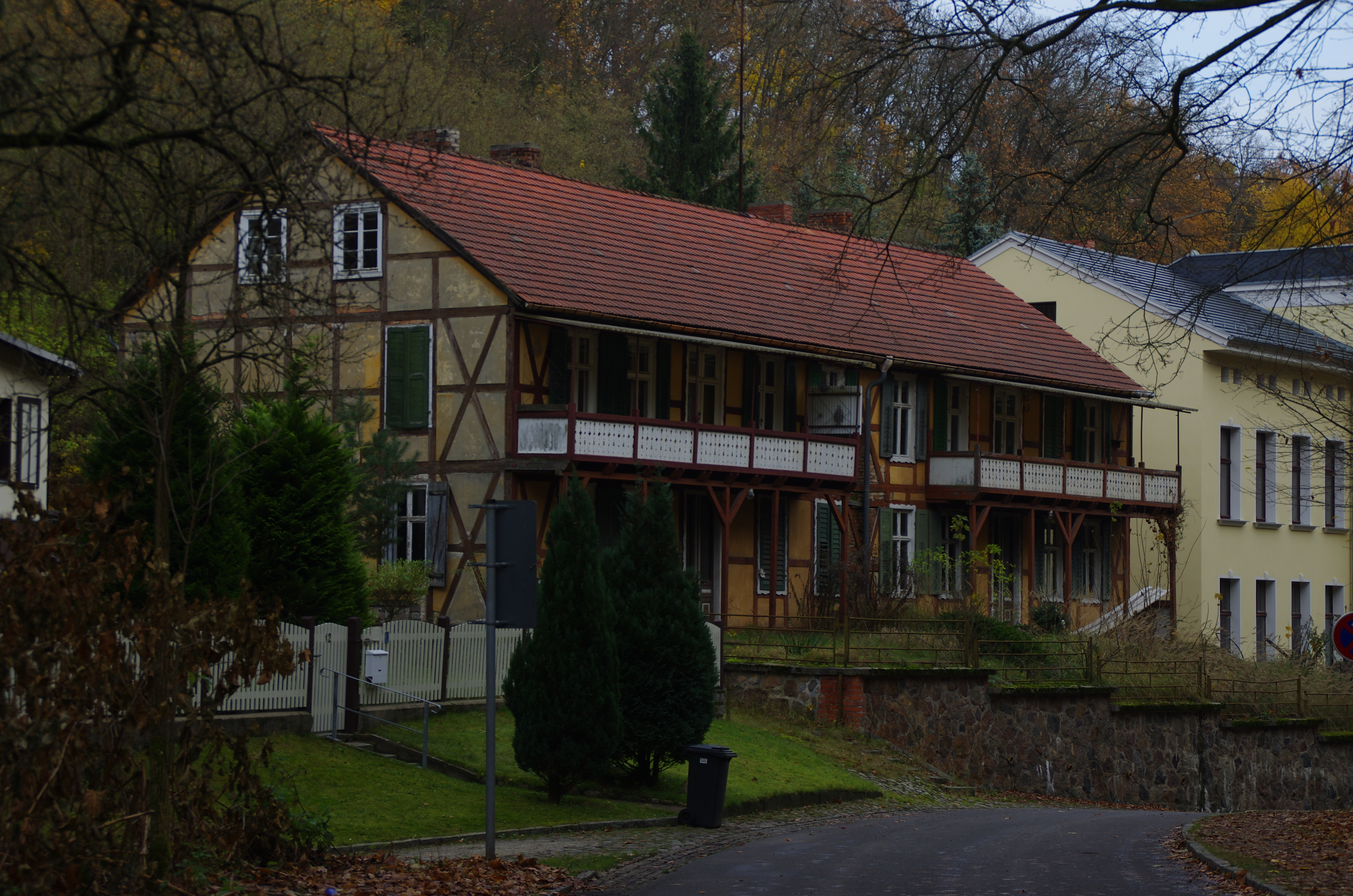
Das Haus Heilige Hallen 10

Die Straße Heilige Hallen befindet sich in der brandenburgischen Stadt Bad Freienwalde (Oder) im Landkreis Märkisch-Oderland. In der Straße sind drei Häuser denkmalgeschützt. Eine genaue Aufstellung der denkmalgeschützten Häuser befindet sich in der Liste der Baudenkmale in Bad Freienwalde (Oder).

## Lage und Geschichte
Die Straße ist eine Sackgasse. Sie geht von der Gesundbrunnenstraße ab. Am Ende der Straße befindet sich das Jahn-Stadion und hinter dem Stadion die Schanzen am Papengrund. Die Länge der Straße beträgt etwa 600 Meter.
Der Name Heilige Hallen wurde im 19. Jahrhundert geprägt. Damals fanden hier im Buchenwald Freiluftandachten statt. Um 1900 übernahm man den Namen für die Straße. Im Jahr 1956 wurde sie in Werner-Seelenbinder-Straße umbenannt, nach der Wende wurde die Straße 1990 wieder in Heilige Hallen umbenannt. Hier wurden Villen gebaut, die hauptsächlich als Villen und Pensionen von Gästen des Gesundbrunnen genutzt wurden. Das älteste Haus ist die Nummer 1, ein Fachwerkhaus aus dem Jahre 1790. Erst war das Haus ein Pferdestall, ab der Mitte des 19. Jahrhunderts wurde es als Wohnhaus und später als Pension genutzt.

## Die Villen
Wegen der Nähe zum Kurpark wurden hier um 1900 villenartige Pensionen gebaut.

### Heilige Hallen 3
Das Haus befindet sich von der Gesundbrunnenstraße kommend auf der linken Seite direkt am Haus Heilige Hallen 1. Das Haus wurde 1907 wahrscheinlich von dem Postsekretär Paul Hartwig erbaut. Es wurde als Wohnhaus und Pension genutzt. Nach 1945 wurde es zum Mehrfamilienhaus umgebaut.
Die Villa wurde im Stil des Späthistorismus erbaut, man findet aber auch Teile im Jugendstil. Es ist ein zweigeschossiges Haus mit Mansardwalmdach. Links befindet sich eine Doppelachse mit Loggien, rechts befindet sich ein Turm mit Schweifhaube. An der Seite des Turmes befindet sich die Inschrift „Pension Luisenhof“. Das Haus wird nicht mehr genutzt und verfällt.

### Heilige Hallen 6
Das Haus befindet sich von der Gesundbrunnenstraße kommend auf der rechten Seite. Es wird auch als „Hotel Helene“ bezeichnet. Erbaut wurde das Hotel im Jahre 1902 von Rudolph Trapp, der damals auch das Kurhaus gepachtet hatte. Ab 1952 wurde es als Kureinrichtung der Deutschen Volkspolizei genutzt, seit etwa 1995 steht das Haus leer.
Prägend für die Fassade ist der im Stil der italienischen Landhausarchitektur erbaute Turm an der rechten Seite des Gebäudes. Ansonsten ist das Haus im Stil des Späthistorismus erbaut worden. Auffällig sind weiterhin die beiden Balkonanlagen, die über zwei Geschosse gehen.

### Heilige Hallen 10
Das Haus befindet sich auf der gleichen Seite wie das Haus Heilige Hallen 6. Es ist die „Pension Bethanien“. Das Haus ist um 1910 entstanden. Vor dem Haus befindet sich ein Vorgarten, der zur Straße mit einer Mauer abgegrenzt wird. Das Haus, von der Front her in zwei Teile geteilt, vermittelt den Eindruck, es handele sich um zwei Häuser. Dieser Eindruck wird durch zwei Eingänge verstärkt. Das Haus hat zwei Geschosse und ein traufständiges Satteldach. Es ist das Beispiel einer einfachen Pension des beginnenden 20. Jahrhunderts.